# Heliasteridae
Famille
Les Heliasteridae constituent une famille d'étoiles de mer, de l'ordre des Forcipulatida.

## Liste des genres
Selon World Register of Marine Species (21 octobre 2013) :
- genre Heliaster Gray, 1840 -- 7 espèces (Pacifique est)
- genre Labidiaster Lütken, 1872 -- 2 espèces (Antarctique)

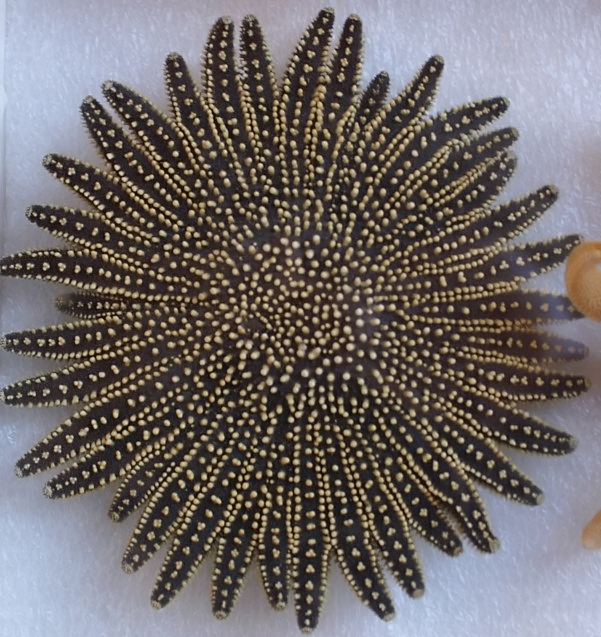
Heliaster helianthus
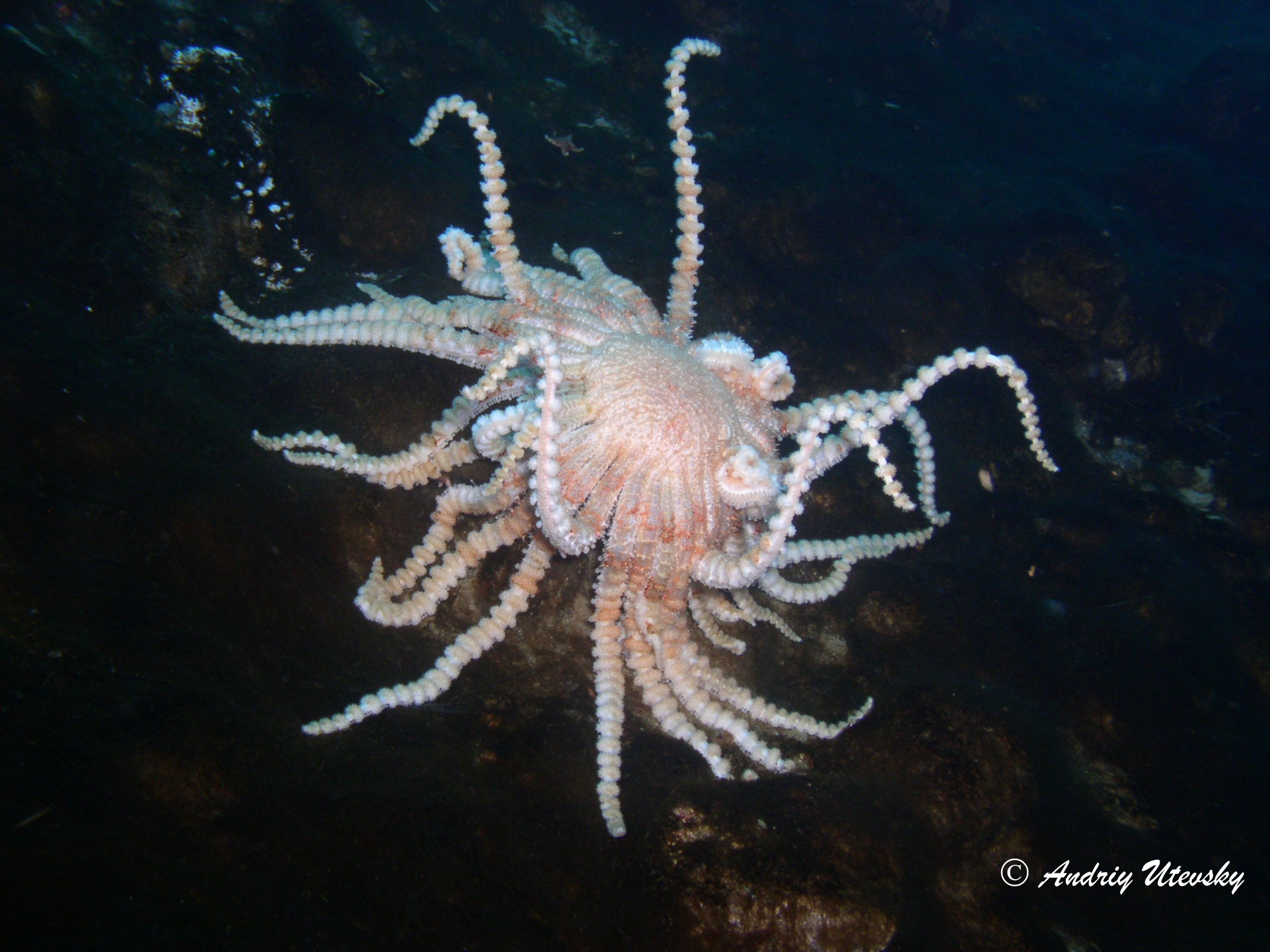
Labidiaster annulatus